# Robert Early
Robert Alexander Early, né le 8 octobre 1849, décédé le 9 octobre 1960, était un supercentenaire américain reconnu comme le doyen de l'humanité entre le 7 octobre 1959, date du décès de Christina Karnebeek-Backs, et le jour de sa propre mort un an plus tard. Il est l'homme le plus âgé connu de l'État américain du Kentucky.

## Biographie
Robert Early est né le 8 octobre 1849 à Watts Creek dans le comté de Whitley, au Kentucky, fils aîné de David Dryden et de Mary Sears Early. Ayant grandi dans une ferme appartenant à son grand-père et homonyme, Robert David, il se destinait à devenir agriculteur, comme sa famille avant lui. Cependant, après avoir fréquenté l'école à Williamsburg, dans le Kentucky, il s'est intéressé à l'enseignement et a commencé à travailler comme enseignant dans le comté de Whitley à seulement 18 ans, une carrière qu'il a poursuivie pendant les 12 années suivantes.
Le 4 septembre 1875, il épouse Eliza Ann Berry, et leur premier enfant naît peu après. En 1878, il décide de quitter le Kentucky avec sa famille et arrive dans le comté de Wood, au Texas, à bord d'une charrette tirée par des chevaux. Son épouse décède en 1884 à l'âge de 28 ans. Deux ans plus tard, en 1886, il se remarie avec Sidney Ann King et engendre 12 enfants, dont 3 sont encore en vie à sa mort.
Il est juge municipal à Corbin, poste qu'il occupera pendant 14 ans. Il travaille également comme charpentier, facteur et magasinier. Il se serait tourné vers le travail du bois à 70 ans, avant d'y renoncer à 107 ans.
En 1954, peu avant son 105e anniversaire, il rencontre le vice-président de l'époque, Richard Nixon.
Robert Alexander Early décède à Corbin, dans le comté de Whitley, au Kentucky, le 9 octobre 1960, au lendemain de son 111e anniversaire. Il était en bonne santé et de bonne humeur le jour de son dernier anniversaire, et célébra l'événement par une fête à laquelle participèrent vingt amis et membres de sa famille. Le lendemain, il tomba malade après le dîner et mourut peu après de causes inconnues. À sa mort, il était l'homme le plus âgé de tous les temps à être enregistré, et le premier homme de l'histoire à atteindre l'âge de 111 ans dont l'existence est attestée. Il était également le dernier être humain survivant connu à être né dans les années 1840.